# 안개의 깃발
《안개의 깃발》은 1989년 4월 16일에 MBC TV에서 방영되었던 베스트셀러극장이다.

## 줄거리
살인사건 현장을 목격
유인자는 살인누명을 쓴 오빠의 구명운동하고 변론을 위해 김 변호사를 찾아가게 되지만그는 고액의 변호사 비용을 요구하는 바람에 단도직입으로 거절한다.
1심에서 사형을 선고받게 된 오빠는 항소 도중 옥사하게 되고 김 변호사에게 복수심을 불태우던 인자는 어느날 우연히 그의 정부가 살인사건에 연루되는 현장을 목격하게 된다.

## 출연
- 박순애
- 이정길
- 박일
- 박병훈